# Válka o španělské dědictví
Válka o španělské dědictví (1701–1714) představovala největší ozbrojený konflikt první poloviny 18. století. Její příčinou byl spor o následnictví na španělském trůně poté, co v roce 1700 vymřela španělská větev Habsburků. Konflikt skončil bez jasného vítěze, Francouzi dokázali dosadit na španělský trůn svého kandidáta Filipa V., ale všichni protivníci získali značné ústupky.

## Původ války

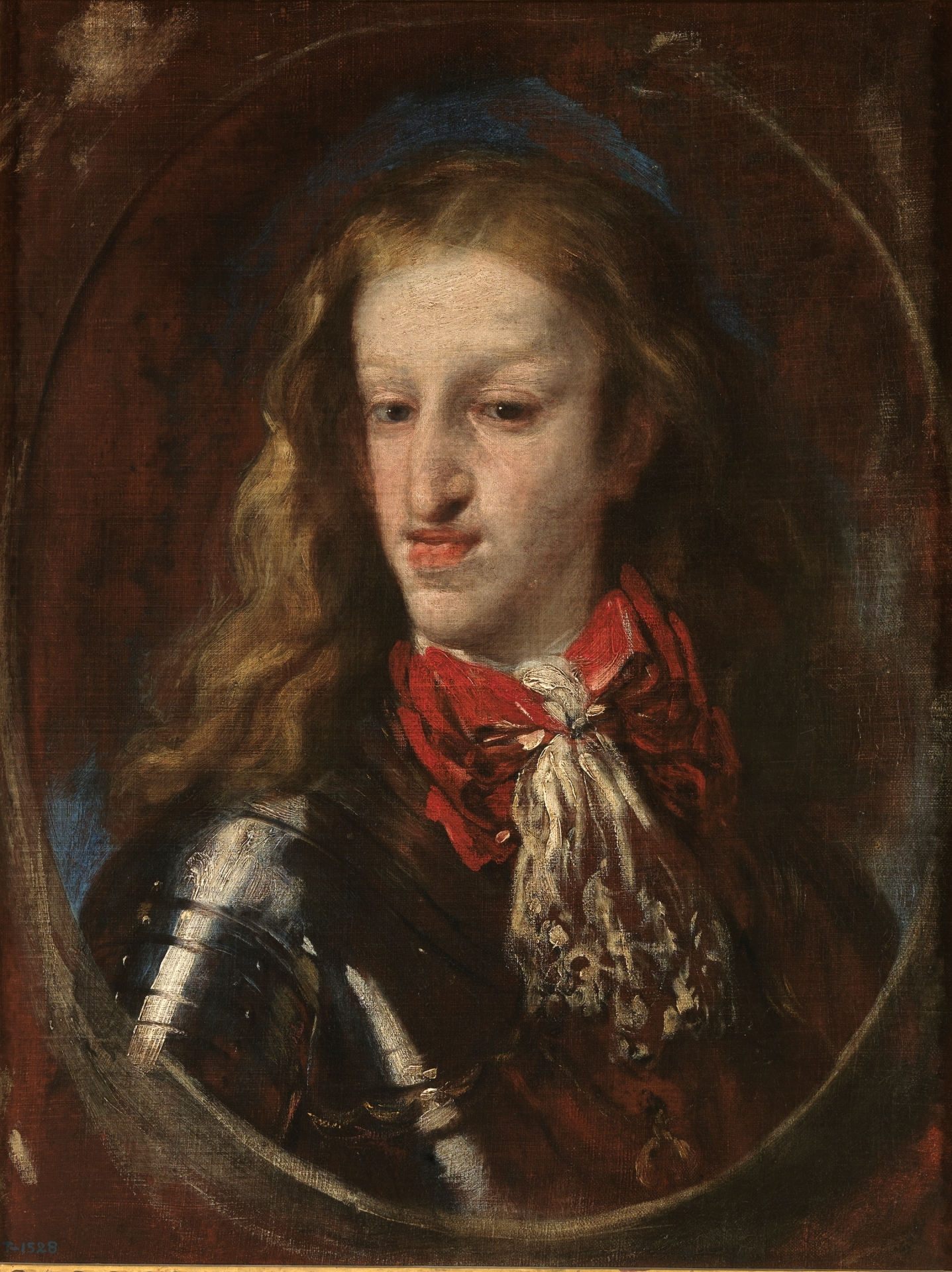
Karel II., poslední Habsburk na španělském trůně

Vymření rodu španělských Habsburků se předem očekávalo a ještě před smrtí posledního habsburského krále Karla II. byly uzavřeny smlouvy, které měly válkám zabránit. Podle dohod mezi velmocemi z roku 1698 a rozhodnutí Karla II. měl být následníkem Josef Ferdinand Bavorský. Po jeho nečekané smrti (1699) pak Rakousko, Anglie a Nizozemí uzavřely smlouvu, podle které se měl následníkem stát mladší syn římského císaře Leopolda I. Karel, ale španělský král Karel II. určil ve své závěti za následníka trůnu svého prasynovce Filipa z Anjou, vnuka Ludvíka XIV. (předpokládá se, že se jednalo o podvod a že panovník buďto vůbec neměl ponětí, co podepisuje, nebo že byl daný text na listinu doplněn později[zdroj?]). Jelikož Ludvík XIV. tuto volbu uznal, Leopold I. mu vyhlásil válku, k němuž se postupně přidala Anglie s Nizozemím. Oba státy se obávaly spojení Francie a Španělska v jedněch rukou a požadovaly, aby jim Ludvík poskytl záruky a slib, že k tomu nedojde. Ten ale nic takového zaručit nehodlal a navíc oba státy provokoval neuváženými nepřátelskými kroky (evidentně byl přesvědčen, že je schopen porazit celou koalici, jako přinutil podobnou k ústupu v roce 1697 – viz devítiletá válka).

## Účastníci konfliktu

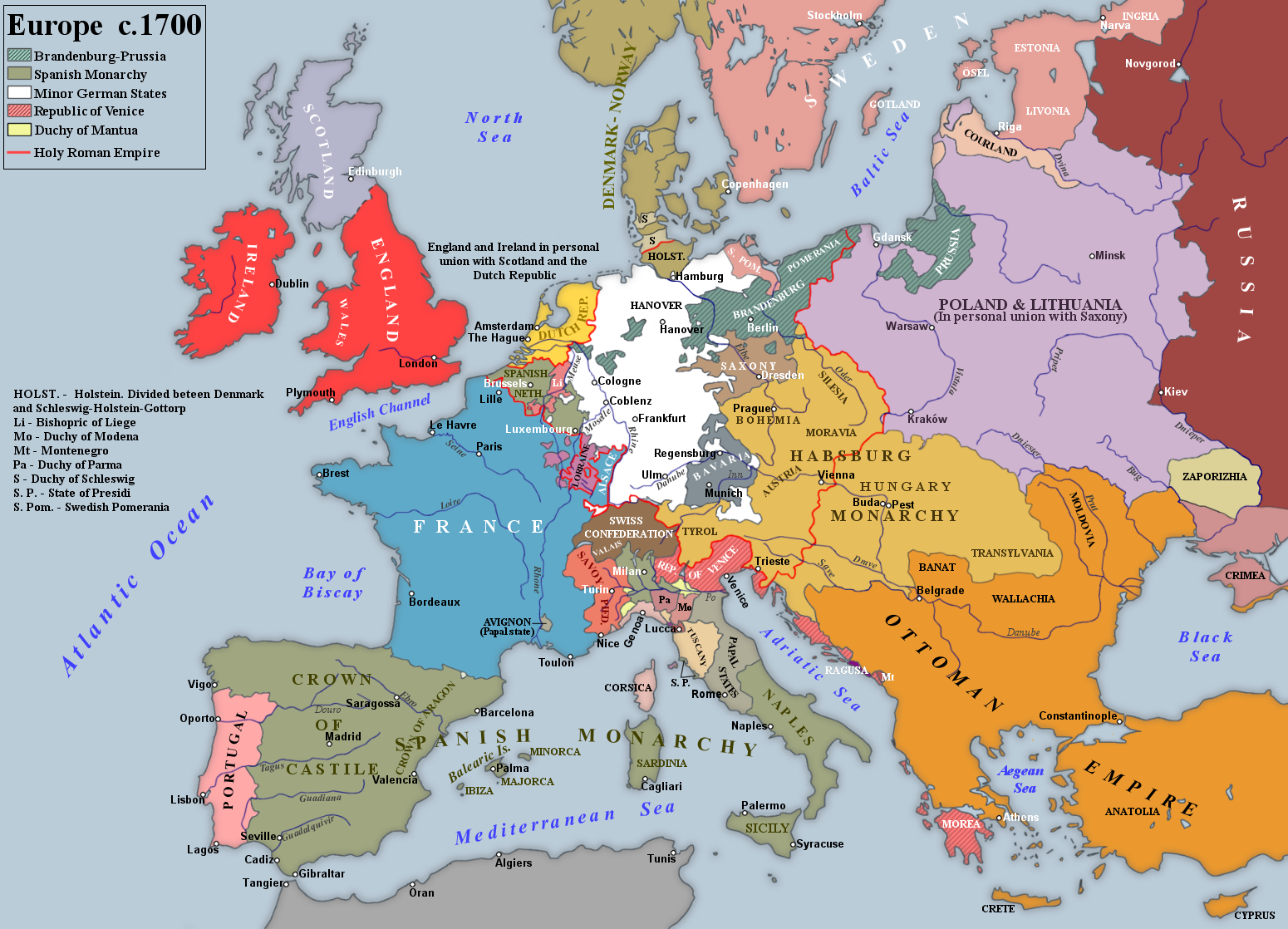
Mapa Evropy na počátku Války o španělské dědictví

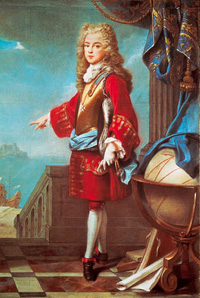
Josef Ferdinand, princ asturijský a kurprinc bavorský, všemi zúčastněnými velmocemi uznaný následník Karla II. Jeho nečekaná smrt v roce 1699 zničila křehké dohody o následnictví na španělském trůně a fakticky ukončila naděje, že by se celá věc obešla bez konfliktu

Konfliktu se zúčastnily všechny tehdejší evropské mocnosti s výjimkou Švédska a Ruska, které si řešily své vzájemné mocenské rozpory v severní válce (1700–1721), a Osmanské říše, která se zotavovala ze série drtivých porážek utrpěných v druhé polovině 17. století. Během rané fáze konfliktu se postupně vyprofilovaly dvě strany: francouzská (tvořená především Francií, větší částí Španělska, Savojskem a Bavorskem) a protifrancouzská (kterou utvořila Svatá říše římská, rakouští Habsburkové, Anglie a Nizozemsko). Posléze ještě došlo k několika menším změnám (Savojsko přešlo na stranu protifrancouzské koalice, ke které se též připojilo Portugalsko a část Španělska (především Katalánsko).

## Vývoj bojů
Válka začala dobře pro Francii, ale pak se postupně vyvíjela ve prospěch protifrancouzské koalice, která uštědřila Francii sérii drtivých porážek (bitva v zátoce Vigo (1702), bitva u Höchstädtu (1704), bitva u Ramillies (1706), bitva u Turína (1706), bitva u Oudenaarde (1708)). Francouzská strana byla vytlačena z Itálie, Říše, Španělského Nizozemí i většiny Španělska a musela se soustředit na obranu. Jelikož však mírové podmínky, které dostala, shledal Ludvík XIV. nepřijatelnými, válčil dál a obrana se jeho vojskům dařila. V roce 1709 byl postup Evžena Savojského a Marlborougha zastaven v krvavé bitvě u Malplaquet. Protifrancouzskou koalici začaly postupně rozrušovat spory, jejichž řešení neprospěly ani další neúspěšné pokusy o rychlé ukončení konfliktu, ani nastávající mocenská změna v Anglii, kde ve volbách zvítězili toryové, kteří válku nepodporovali. Definitivní ránu pak celé koalici uštědřila smrt římského císaře Josefa I., která vynesla do čela impéria rakouských Habsburků jejich uchazeče o španělský trůn Karla.

## Rozpad protifrancouzské aliance a konec bojů

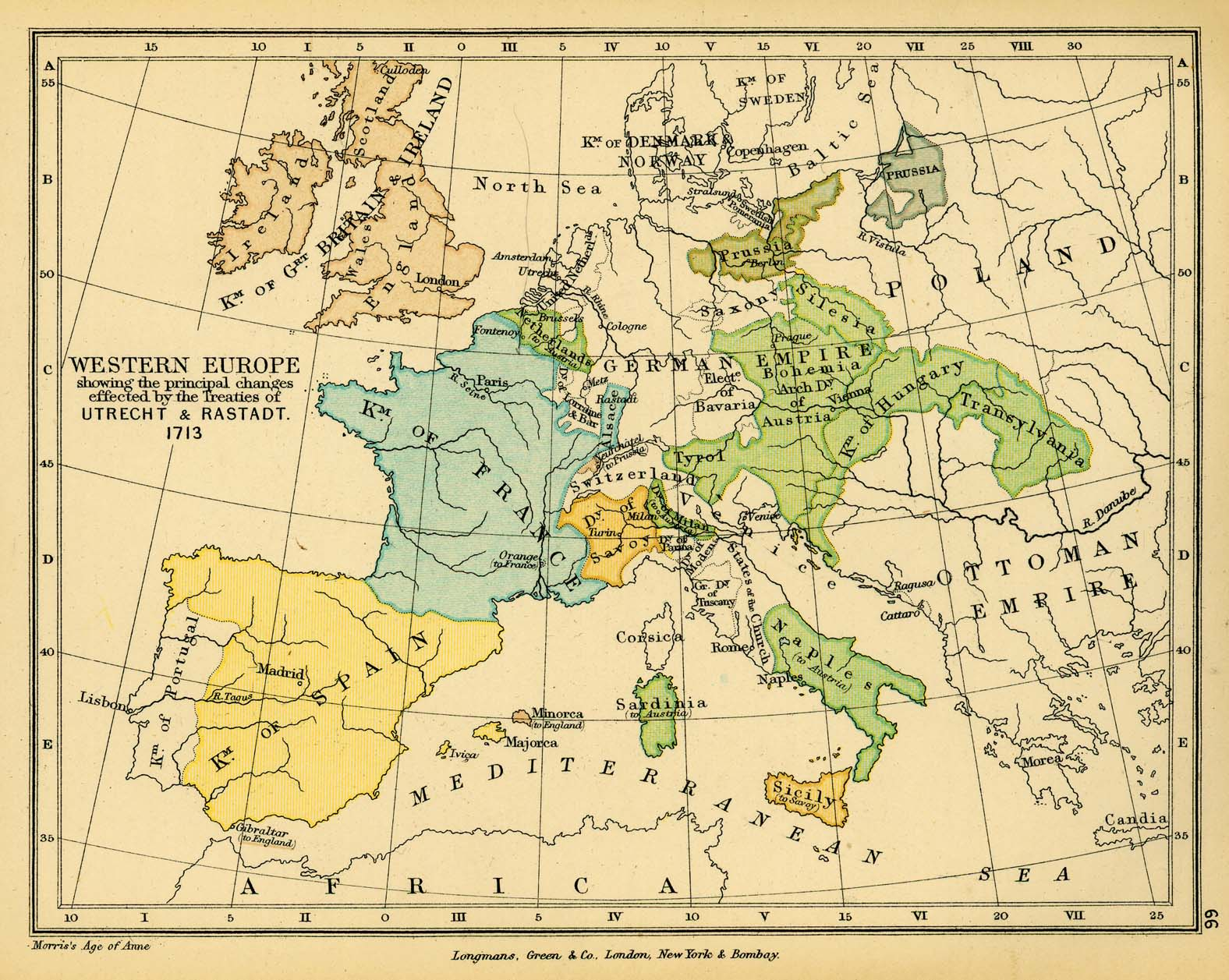
Evropa po Utrechtském míru

Představa spojení španělského a „rakousko-říšského“ impéria v jedněch rukou nelákala Anglii a Nizozemsko o nic více než spojení Francie a Španělska a v roce 1713 (po patřičných zárukách ze strany Ludvíka XIV., které francouzsko-španělskou personální unii vyloučily) se obě námořní mocnosti z války stáhly (tzv. Utrechtský mír). Tato okolnost nakonec přinutila k míru i rakouské Habsburky, kteří uzavřeli patřičné smlouvy s Francií v roce 1714 (Rastattský mír). Vzniklý systém smluv dával španělský trůn Ludvíkovu vnukovi Filipovi z rodu Bourbonů, který však nedostal říši celou. Rakouští Habsburkové byli odškodněni Španělským Nizozemím, Neapolským královstvím, Sardinií a také většinou Milánska, o něž se podělili s vévodou savojským, který mimo to obdržel královskou korunu a Sicílii. Velká Británie si navíc ponechala dvě důležité základny ve Středomoří, které dříve náležely Španělsku: Menorcu a Gibraltar.